# 加爾貝努鄉
45°13′N 27°10′E / 45.217°N 27.167°E
加爾貝努鄉（羅馬尼亞語：Comuna Galbenu, Brăila），是羅馬尼亞的鄉份，位於該國東南部，由布勒伊拉縣負責管轄，面積80平方公里，海拔高度49米，2007年人口3,366，人口密度每平方公里42人。